# Jacob Grobbe
Jacob "Dutch" Grobbe, plus connu sous le surnom de Hans Mortier, né le 28 janvier 1924, à Leyde (Pays-Bas) et mort le 15 décembre 2010 dans cette même ville. Il est aussi connu sous les pseudonymes de Dutch Howlett, DrX (masqué), Tarzan Zorra, The Great Zorro (Australie) et Lord Charles Montegue (Texas).
Ancien culturiste professionnel, il était surtout connu pour sa carrière de catcheur qu'il commence en 1946, après avoir rejoint les États-Unis à la fin de la Seconde Guerre mondiale.
C'est en 1964 que se forme le duo « fraternel » des frères Mortiers avec Gil Voiney incarnant Max Mortier, rôle repris plus tard par Jack Berry.
Il meurt le 15 décembre 2010.